# 彰德秋操
彰德秋操是光绪卅二年（1906年）10月，清軍在彰德府（今河南省安陽市）舉行的南北新軍軍事演習。
參加這次野戰演習的北洋軍由第五鎮及第一混成協組成，段祺瑞為總統官；南軍為湖北的第八鎮和河南第二十九混成協，張彪為總統官。兩軍共3.3萬余人，馬5000匹，車1500輛。
全國各省各處前來觀操者200余人，由袁世凱和鐵良充任閱操大臣。署軍令司正使王士珍為總參議，署軍令司副使哈漢章為中央審判長，軍學司正使馮國璋為南軍審判長，軍學司副使良弼為北軍審判長。各省觀操大員一律被派為審判員。10月20日，袁世凱一行抵達彰德。22日至24日，進行正式作戰演習。25日，舉行閱兵式，並舉行盛大宴會，招待兩軍將佐和中外觀操人員。
事後，袁世凱稱彰德秋操：“仿列邦之成規，創中國所未有”，“風聲所樹，聳動環球。”清廷少壯派鐵良、良弼從彰德秋操中，看到北洋軍的實力，疑懼心理陡增，排斥袁世凱的心理更為急切。